# Allan Getchell McAvity
Allan Getchell McAvity (1882-1944) est un ingénieur, un marchand et un homme politique canadien du Nouveau-Brunswick.

## Biographie
Allan Getchell McAvity naît le 9 octobre 1882 à Saint-Jean. Il suit des études à l'Université Harvard puis se lance en politique. Le 21 février 1938, il est élu par acclamation député de la circonscription de Saint-Jean—Albert à la suite du décès de William Michael Ryan mais est battu aux élections suivantes en 1940 par Douglas King Hazen.
Il meurt le 24 juin 1944 à l'âge de 61 ans.